# Новоуспенівська сільська територіальна громада
Новоуспенівська сільська територіальна громада — територіальна громада в Україні, у Мелітопольському районі Запорізької області. Адміністративний центр — село Новоуспенівка.
Площа громади — 296,15 км², населення — 3615 мешканців (2020).
Утворена 3 серпня 2017 року шляхом об'єднання Запорізької, Матвіївської, Новоуспенівської та Таврійської сільських рад Веселівського району.

## Населені пункти
До складу громади входять 1 селище (Таврія) і 8 сіл: Білівське, Братолюбівка, Веселе, Запоріжжя, Ковильне, Матвіївка, Новоіванівка та Новоуспенівка.